# 渡辺淳 (銀行家)
渡辺 淳（わたなべ じゅん、1913年7月13日 - 1995年4月2日）は、日本の経営者、銀行家。日本債券信用銀行頭取を務めた。愛知県名古屋市出身。

## 経歴・人物
1936年に東京帝国大学経済学部経済学科を卒業し、同年に日本興業銀行に入行した。中央信託銀行常務、日本興業銀行常務、日本冶金工業会会長などを経て、1974年に日本債券信用銀行頭取に就任。1979年に顧問に就任。
1978年に藍綬褒章を受章。
1995年4月2日脳梗塞のために死去。81歳没。